# Ектор Валер
Ектор Валер Пінто (4 лютого 1959 , Абанкай, Апурімак ) (ісп. Héctor Valer Pinto) — прем'єр-міністр Перу 1 лютого 2022 року — 8 лютого 2022.
Спочатку обраний до Конгресу Перу як запрошений кандидат від партії «Народне оновлення», 
 
Валер був згодом виключений з партії за підтримку Педро Кастільо після другого туру загальних виборів 2021. 
Після короткочасної роботи у «Ми Перу – Пурпурова Партія» , Валер переходить до Демократичної партії Перу, до складу якої в основному входять колишні законодавці Вільного Перу.

Валер був призначений прем'єр-міністром президентом Педро Кастільо 1 лютого 2022 року після відставки Мірти Васкес. Після того, як президент Педро Кастільо призначив його прем'єр-міністром Перу , з'ясувалося, що його дочка звинуватила його у фізичному насильстві в 2016 році.

5 лютого 2022 року Валер оголосив, що піде у відставку зі своєї посади, і спростував звинувачення, кажучи, що за наклепи відповідальні праві елементи Перу.

## Політичні позиції
Валер спочатку розпочав свою політичну кар'єру на ультраконсервативних позиціях, повідомляє The Guardian. 

Він виступав проти статевого виховання і був помічений у використанні сексистських термінів.